# Municípios da Suécia

Os municípios da Suécia.

Os municípios ou comunas (em sueco kommun; também designadas por primärkommuner, comunas primárias) são as unidades administrativas locais da Suécia.
O país está dividido em 290 municípios, contando cada um com uma sede (centralort).

289 desses municípios estão agrupados em 20 "agrupamentos de municípios" (em sueco landsting; também designados por sekundärkommuner, comunas secundárias), e 1 município acumulando funções de landsting e município - a Comuna da Gotland.
Entre as funções específicas dos municípios, estão a gestão das creches, da pré-escola, do ensino básico, da escola secundária, dos apoios aos deficientes, dos apoios sociais e económicos aos indivíduos e às famílias, dos apoios à terceira idade, do planeamento da habitação, da água, dos esgotos, da recolha do lixo, da proteção civil, das bibliotecas, das ruas e estradas, etc...

O poder legislativo é exercido por uma assembleia municipal (kommunfullmäktige), eleita por sufrágio direto e universal, e o poder executivo por uma câmara municipal (kommunstyrelse).

## Os dez maiores municípios da Suécia
| Comuna     | ordem de área | Área (km²) | ordem de população | População | ordem de densidade | Densidade (hab/km²) |
| ---------- | ------------- | ---------- | ------------------ | --------- | ------------------ | ------------------- |
| Kiruna     | 1             | 20.714,66  | 105                | 23.258    | 277                | 1,12                |
| Jokkmokk   | 2             | 19.477,24  | 273                | 5.491     | 289                | 0,28                |
| Gällivare  | 3             | 16.950,53  | 126                | 18.959    | 278                | 1,12                |
| Arjeplog   | 4             | 14.594,73  | 287                | 3.151     | 290                | 0,22                |
| Härjedalen | 5             | 11.934,65  | 201                | 10.764    | 283                | 0,90                |
| Strömsund  | 6             | 11.857,36  | 175                | 12.782    | 280                | 1,08                |
| Vilhelmina | 7             | 8.794,95   | 249                | 7.280     | 284                | 0,83                |
| Åre        | 8             | 8.292,67   | 217                | 10.021    | 276                | 1,21                |
| Storuman   | 9             | 8.285,87   | 263                | 6.432     | 286                | 0,78                |
| Pajala     | 10            | 8.124,98   | 261                | 6.688     | 285                | 0,82                |